# Mračaj (Republika Serbska)
Mračaj (cyr. Мрачај) – wieś w Bośni i Hercegowinie, w Republice Serbskiej, w gminie Prnjavor. W 2013 roku liczyła 135 mieszkańców.